# Fehraltorf
Fehraltorf ist eine politische Gemeinde im Bezirk Pfäffikon des Zürcher Oberlands im Kanton Zürich in der Schweiz.

## Wappen
Blasonierung:
Gespalten von Blau und Silber mit einer Lilie verwechselter Farbe, bewinkelt links von zwei silbernen Rosen, rechts von zwei blauen Sternen
Das Wappen wurde 1930 eingeführt, es beruht auf einer älteren Darstellung von 1815 mit einer roten Rose mit grünem Stiel im Schildfuss und zwei Sternen mit verwechselten Farben im Schildhaupt.
Von 2014 bis 2019 verwendete die Gemeinde für ihren Onlineauftritt ein Logo mit einer in Hellblau tingierten Variante des Wappens. Auf das Jahr 2020 wurde unter dem Motto «Ein dynamisches Logo für eine dynamische Gemeinde» ein abstrakteres, aber immer noch auf dem Wappenbild beruhendes Logo eingeführt.

## Geographie
Das Strassendorf liegt im Kempttal nordwestlich von Pfäffikon im Zürcher Oberland. Die Landschaft ist flach, mit eingestreuten Hügeln, sogenannten Drumlins. Von der Gemeindefläche dienen 50,9 % der Landwirtschaft, 27,6 % sind mit Wald bedeckt, 14,6 % sind Siedlungs- und 5,9 % Verkehrsfläche, 0,6 % sind Gewässer und 0,3 % unproduktive Fläche (Stand 2018). Der höchste Punkt der Gemeinde liegt auf 610 m ü. M. im Reitenbachholz Richtung Rumlikon, der tiefste Punkt auf 514 m ü. M. beim Übertritt der Kempt unterhalb der Abwasserreinigungsanlage in die Gemeinde Illnau-Effretikon.

## Geschichte
In der Gegend um Fehraltorf zeugen archäologische Funde von der späten Bronzezeit ausgehend auf eine durchgehende Besiedelung hin.
In den 530er-Jahren kam Fehraltorf zusammen mit der Nordschweiz zum Merowingerreich; davon zeugen Grabbeigaben in den 57 Gräbern, welche 2015 freigelegt wurden.
Mindestens seit 745 bewohnten die Alemannen das Gebiet. Die Burganlage Rüti, von der um eine aufgeschüttete Burgstelle in der Burgwies noch Wälle und Gräben zu sehen sind, kann als eine der frühen Adelsburgen gedeutet werden, wie sie ab etwa 1000 n. Chr. auch im Oberland entstanden: zum Teil hölzerne Turmbauten auf künstlich aufgeschütteten Erdhügeln im ebenen Gelände oder als Höhenburgen auf natürlichen Bergspornen oder Hügeln.
Im Mittelalter wurde die Siedlung Altorff bzw. Altdorf oder Rüeggisaltorf bzw. Rüedgersaltorf genannt; der Name Fehraltorf (fehr = fern) entstand zur besseren Unterscheidung gegenüber Mönchaltorf, welche beide dem Kloster Rüti zinspflichtig waren. Im 15. Jahrhundert kam die Gerichtsbarkeit unter der Landvogtei Kyburg in den Besitz der Stadt Zürich.
1787 war ein Viertel der ansonsten vor allem Ackerbau betreibenden Bevölkerung in der Baumwoll-Heimarbeit beschäftigt. Die industriell betriebene Streichholzfabrikation vergab eine Zeit lang Aufträge an Heimarbeitende zur Herstellung von Schwefelhölzern: die Chemische Zünd- und Fettwarenfabrik G. H. Fischer in Fehraltorf. Gesundheitliche Gefahren im Umgang mit Phosphor und Schwefel setzten aber neue gesetzliche Grenzen und der Heimarbeit mit Streichhölzern ein Ende.
1798 wurde Fehraltorf Hauptort eines gleichnamigen Distriktes, über Umwege gehört das Dorf seit 1831 zum Bezirk Pfäffikon. Der Einfluss der Industrialisierung blieb vergleichsweise gering.
Mit dem in den 1960ern beginnenden Bauboom wuchs Fehraltorf immer enger mit dem Grossraum Zürich zusammen und gewann an Bevölkerung und wirtschaftlicher Bedeutung.

## Bevölkerung

Historisches Luftbild von 1920, aufgenommen von Walter Mittelholzer

| Jahr | Einwohner |
| ---- | --------- |
| 1467 | 190       |
| 1634 | 341       |
| 1733 | 800       |
| 1850 | 833       |
| 1900 | 938       |
| 1950 | 1136      |
| 2000 | 4631      |
| 2005 | 4952      |
| 2010 | 5885      |
| 2015 | 6292      |
| 2020 | 6573      |
| 2022 | 6793      |

## Politik
Der Gemeinderat besteht aus Anton Muff (Demokratischer Gemeindeverein Fehraltorf, DGF, Gemeindepräsident), Markus Bachofner (SVP), Christof Bögli (FDP), Carmen Evangelisti (FDP), Verena Hubmann (DGF) und Fritz Schmid (parteilos). Gemeindeschreiber ist Marcel Wehrli.
Bei den Nationalratswahlen 2023 betrugen die Wähleranteile in Fehraltorf: SVP 33,98 % (+0,12), SP 13,97 % (+2,11), FDP 13,60 % (−0,38), glp 12,45 % (−2,58), Mitte 10,24 % (+4,52), Grüne 6,71 % (−5,29), EVP 2,95 % (−1,12), EDU 2,26 (+0,84).

## Verkehr

### Öffentlicher Verkehr
Die Gemeinde ist seit dem 3. Mai 1876 mit der Eröffnung der Bahnstrecke Effretikon–Hinwil durch die Eisenbahngesellschaft Effretikon–Pfäffikon–Hinwil (EH) durch den Bahnhof Fehraltorf an das schweizerische Eisenbahnnetz angeschlossen. Die S-Bahn Zürich bedient den Bahnhof mit der Linie S 3 (Bülach –) Hardbrücke – Zürich HB – Effretikon – Wetzikon . Zusätzlich fährt seit dem 13. Dezember 2015 die S 19 (Koblenz – Baden –) Dietikon – Zürich HB – Wallisellen – Effretikon (– Pfäffikon ZH)  zu Stosszeiten durch Fehraltorf. An Wochenenden fährt im ZVV-Nachtnetz auch die SN8 Pfäffikon ZH – Wallisellen – Zürich HB – Thalwil – Lachen .
Der Verein Flugsportgruppe Zürich Oberland betreibt den Flugplatz Speck-Fehraltorf.

### Individualverkehr
Fehraltorf liegt an der Hauptstrasse 345 Eschenbach SG–Illnau–Grafstal mit Verbindung zum Anschluss Effretikon an die A1. Fehraltorf ist zugleich Kreuzungsort mit der Hauptstrasse 354 Hegnau ZH–Tägerschen TG, die nach Westen mit Volketswil und Uster und mit der Oberlandautobahn A15 verbunden ist und nach Nordosten mit Russikon und dem Tösstal. Diese Verbindung schafft zugleich den Anschluss an die Höhenstrasse auf der Längsachse der Allmenkette Kyburg–Bäretswil–Bachtel.

## Schulen
In der Gemeinde Fehraltorf befinden sich 8 Kindergärten, eine Primarschule und eine Sekundarschule sowie eine Schule mit Internat und Therapieabteilung für Kinder und Jugendliche mit Behinderungen (Ilgenhalde). Die Anzahl der Schüler hat sich seit 1960 verfünffacht (1960: 157; 1990: 575; 2012: 640; 2017: 741; 2019: 781; 2021: 793).

## Sportvereine
Fehraltorf ist die Heimat des 1930 gegründeten Fussballvereins FC Fehraltorf, dessen höchstklassierte Mannschaften in der 3. Liga spielen. Das Herrenteam der Handball-Spielgemeinschaft Pfäffikon-Fehraltorf tritt in der 4. Liga an. Im Turnsektor gibt es unter anderem den Turnverein Fehraltorf.
Zudem gibt es noch den Tennisverein und viele andere.

## Persönlichkeiten
- Heinrich Bachofner (1828–1897), Pädagoge, Sozialpolitiker, Gründer der Schweizerischen Anstalt für Epileptische (heute Schweizerische Epilepsie-Stiftung)
- Emil Briner (1867–1929), Kunstmaler
- Hermann Brüngger (1888–1958), Pädagoge, Lokalhistoriker
- Salomon Corrodi (1810–1892), Landschaftsmaler, Aquarellist und Radierer[23]
- Muriel Grässli (* 1987), Volleyballspielerin
- Rudolf Hospinian (1547–1626), evangelischer Geistlicher und Theologe in Zürich
- Wilhelm Johannes Fischer (1892–1977), Ornithologe, Botaniker, Gymnasiallehrer und Sachbuchautor in Stuttgart
- Heinrich Weiss (1789–1848), Regierungsrat ab 1831 für die Liberal-Radikalen

## Sehenswürdigkeiten
- Pferdestatue vor abstrahiertem Drumlin auf dem Verkehrskreisel an der Ortseinfahrt Kempttalstrasse, Abzweigung Russikon symbolisiert Fehraltorfs Verbundenheit mit Landwirtschaft, Pferdesport und glazialer Landschaftsformung.